# یواس‌اس اس-۳ (اس‌اس-۱۰۷)
یواس‌اس اس-۳ (اس‌اس-۱۰۷) (به انگلیسی: USS S-3 (SS-107)) یک زیردریایی بود که طول آن ۱۳۱ فوت (۴۰ متر) بود. این زیردریایی در سال ۱۹۱۸ ساخته شد.